# Francisco Iriarte Brenner
Francisco Emilio Iriarte Brenner (Lima, 10 de abril de 1932-Lima, 30 de noviembre de 2018) fue un arqueólogo y antropólogo peruano.

## Biografía
Llevó a cabo sus estudios superiores en la Universidad Nacional Mayor de San Marcos; posteriormente realizó estudios de Postgrado en Italia y en México. 
Participó en investigaciones arqueológicas en Puruchuco, Huaca El Dragon, Chan Chan (1964-1970), Tacaynamo y Chavín de Huántar. Fue Jefe de la Dirección General de Patrimonio Cultural y Monumental de la Nación en la República del Perú. 
Fue director general del Museo de la Nación; director del Instituto Indigenista Peruano; y primer Decano del Colegio de Arqueólogos del Perú (COARPE). Miembro del Instituto Riva-Agüero y expresidente del CENDAF. Fue Jefe de la división de Patrimonio Cultural de Iriarte & Asociados. Declarado póstumamente en 2019 “Personalidad Meritoria de la Cultura” mediante RM 495-2019-MC.
Casado con Milly Ahon Olguín, destacada psicóloga y maestra de marinera y tondero.

## Trabajos de Campo
- Excavaciones en la Necrópolis de Ancón, 1949-1951.
- Limpieza, consolidación y restauración de Puruchuco, Lima, 1953-1963. Dirección: Arturo Jiménez Borja.
- Excavación estratigráfica en La Florida, Lima – 1956 (inconclusa), UNMSM.
- Limpieza, consolidación y restauración parciales de la “Fortaleza” de Paramonga, 1960. Director: Arturo Jiménez Borja.
- Excavaciones en Pisquillo Chico, Pisquillo Grande, Lauri, Cayán y Quilca (Valle del Chancay), Misión Arqueológica Alemana, 1961. Director: Hans Horkheimer.
- Limpieza, consolidación y restauración parciales de pirámide JB, Pachacámac, 1961-1962. Dirección: Arturo Jiménez Borja.
- Limpieza, consolidación y restauración parciales del Templo del Quetzatpapálotl, Teotihuacán, México, 1962. Dirección: Jorge R. Acosta.
- Excavaciones en Santiago Tlatelolco, México, 1962. Dirección: Francisco Gonzáles Rul.
- Excavación y consolidación parcial en Cajamarquilla, Lima, Misión Arqueológica Italiana: 1962, 1964, 1968. Dirección: Pellegrino Claudio Sestieri.
- Limpieza, consolidación y restauración de la Huaca “El Dragón” (Arco Iris o Cien-pies), La Esperanza, Trujillo: 1963-1967.
- Montaje del Museo de Sitio de la Huaca “El Dragón”, La Esperanza, Trujillo: 1965-1968.
- Limpieza, consolidación y restauración parciales de la Ciudadela Tschudi, Chan Chan, Trujillo: 1964-1970.
- Excavaciones en “Pueblo Viejo”, Guadalupe, La Libertad, con Jorge Zegarra Galdos: 1967.
- Excavaciones en Huanchaco, Trujillo: 1965-1966, 1968-1969.
- Excavación estratigráfica de trincheras en la Huaca “La Esmeralda”, Mansiche, Trujillo: 1969.
- Limpieza parcial de la Huaca “Tacaynamo” o “Chore”, La Esperanza, Trujillo: 1969, 1986-1988.
- Supervisión de los trabajos de Misión Arqueológica de la Universidad de Los Ángeles, California, dirigidos por Christopher Donan, Huanchaco, Trujillo, 1969.
- Supervisión de los trabajos de la Misión Arqueológica de la Universidad de Harvard, USA, dirigidos por Carol Mackay y Michael Moseley, Valle de Moche, La Libertad, 1969-1970.
- Excavaciones en Imperial, Cañete, 1970.
- Montaje de la Exposición “Historia de los Trabajos Arqueológicos en Ancón”, Museo de Sitio de Ancón. Dirección: Hermann Buse de la Guerra, 1971.
- Reorganización del Museo Regional Municipal de Chincha, Chincha Alta, 1972-1973.
- Organización de la colección base del Museo de Arqueología, Etnografía y Folklore de la UNFV, Lima: 1970-1976.
- Inventario de Recursos Turísticos del valle de Chincha, con Efraín Orbegoso Rodríguez y Milly Ahón Olguín; Concejo provincial de Chincha/UNFV, Chincha: 1972-1973.
- Recopilación del Folklore Literario en Prosa y en Verso de la Provincia de Cajatambo; Comité de Folklore, Comisión de Historia del Instituto Panamericano de Geografía e Historia, con Milly Ahón Olguín, Cajatambo: 1975-1977.
- Proyecto Chavín, Fundación Volkswagen/UNFV. Dirección: Federico Kauffmann Doig; Chavín, Ancash: 1980-1984.
- Exploración y excavación en la Pirámide Tello, Chavín, Ancash: 1986-1988.
- Delimitación de exploraciones GPZ, Tumbes: 2006.
- Exploración de yacimientos arqueológicos en la Provincia de Sullana, Piura, 2009.

## Obras
Serie: Historia de las Civilizaciones
- El Egipto de los Faraones
- La Tierra entre Ríos
- Persia Antigua
- Grecia Arcaica y Clásica
- El Helenismo
- Mesoamérica. 1996
- Arqueología y Etnología de Norteamérica. 1997
- La Tierra Amarilla. 1997
- La Tierra Prometida. 1998
- Roma. La República. 1998
- El Imperio Romano. 1999
- La India Milenaria. 2000
- Los Griegos. 2004

Antropología Cultural:
- Historia de la Danza. 2007 y 2010.

Antropología Física:
- Orígenes y antigüedad del hombre americano. 1988

Arqueología:
- Los Idolillos de Tacaynamo. 1976
- Tacaynamo: la cerámica. 1977
- La Arqueología en el Perú. 2005

Cultura Tradicional:
- Dramas Coloniales en el Perú Actual. Conjuntamente con Milly Ahon Olguin y Roger Ravines (en colaboración)
- Las cruces de Chincha (1974)

## Premios y Distinciones
- 1990	“Palmas Magisteriales" en el Grado de Educador. Ministerio de Educación del Perú.
- 1990	Premio CONCYTEC de Paleontología, 1989 por: “Primatología. Paleontología Humana”.
- 2007	Reconocimiento de labor en la defensa de Chan Chan. Resolución Directoral No. 024-2007-UE-CHCH/D.
- 2008  Medalla de La Libertad en reconocimiento a la trayectoria profesional y los aportes al estudio, investigación y defensa del Complejo Arqueológico de Chan Chan. Resolución Ejecutiva Regional No.494-2008-GR-LL-PRE. (Gobierno Regional de La Libertad)
- 2019 Declarado póstumamente “Personalidad Meritoria de la Cultura". Resolución Miniterial No.495-2019-MC (Ministerio de Cultura del Perú)